# Lasy Miszewskie
Lasy Miszewskie – kompleks leśny położony w powiecie płockim, na wschód od Płocka na pograniczu Kotliny Warszawskiej i Wysoczyzny Płońskiej.

## Opis
Lasy Miszewskie ciągną się wzdłuż prawego brzegu Wisły pasem o szerokości od 0,5 km do 4 km i długości ok. 10 km, od wsi Cieśle i Kępa Polska na wschodzie po wieś Słupno na zachodzie. Wschodnią granicę stanowi dolina Mołtawy, która pod Kępą Polską uchodzi do Wisły. Jest to obszar urozmaicony morfologicznie, wzgórza z wyraźnie zaznaczoną krawędzią Wysoczyzny Płońskiej. Teren ten porastają bory sosnowe, które przechodzą miejscami w las mieszany. Faunę reprezentują m.in. sarny, dziki i lisy.

## Historia
Nazwa pochodzi od znajdującej się w północnej części kompleksu wsi Miszewo Murowane. 10 lutego 1944 oddział Gwardii Ludowej pod dowództwem Stefana Leonarczyka "Wąsika" stoczył tu bitwę z żandarmerią hitlerowską.